# Camptocercus lilljebborgi
Camptocercus lilljebborgi är en kräftdjursart. Camptocercus lilljebborgi ingår i släktet Camptocercus och familjen Chydoridae. Inga underarter finns listade.